# Kobylnica (gromada w powiecie słupskim)
Kobylnica – dawna gromada, czyli najmniejsza jednostka podziału terytorialnego Polskiej Rzeczypospolitej Ludowej w latach 1954–1972.
Gromady, z gromadzkimi radami narodowymi (GRN) jako organami władzy najniższego stopnia na wsi, funkcjonowały od reformy reorganizującej administrację wiejską przeprowadzonej jesienią 1954 do momentu ich zniesienia z dniem 1 stycznia 1973, tym samym wypierając organizację gminną w latach 1954–1972.
Gromadę Kobylnica z siedzibą GRN w Kobylnicy (wówczas wsi) utworzono – jako jedną z 8759 gromad na obszarze Polski – w powiecie słupskim w woj. koszalińskim na mocy uchwały nr 43/54 WRN w Koszalinie z dnia 5 października 1954. W skład jednostki weszły obszary dotychczasowych gromad Kobylnica, Widzino, Bolesławice, Łosino i Zajączkowo ze zniesionej gminy Kobylnica w tymże powiecie. Dla gromady ustalono 23 członków gromadzkiej rady narodowej.
31 grudnia 1959 do gromady Kobylnica włączono obszar zniesionej gromady Kończewo (bez wsi Kuleszewo i Zagórki) w tymże powiecie.
31 grudnia 1961 do gromady Kobylnica włączono część obszaru gruntów leśnych (74,8656 ha) z miasta na prawach powiatu Słupska w tymże województwie.
31 grudnia 1968 do gromady Kobylnica włączono obszar zniesionej gromady Sycewice (Sycewice, Reblino i Zębowo, a więc bez wsi Gać, Radęcin, Runowo Sławieńskie, Dobrzęcino i Komorczyn) w tymże powiecie.
31 grudnia 1971 do gromady XXX włączono obszary zniesionych gromad Kruszyna i Wrząca w tymże powiecie.
Gromada przetrwała do końca 1972 roku, czyli do kolejnej reformy gminnej. 1 stycznia 1973 w powiecie słupskim reaktywowano gminę Kobylnica.